# Венюково (Хабаровский край)
Венюко́во — село в Вяземском районе Хабаровского края России.

## География

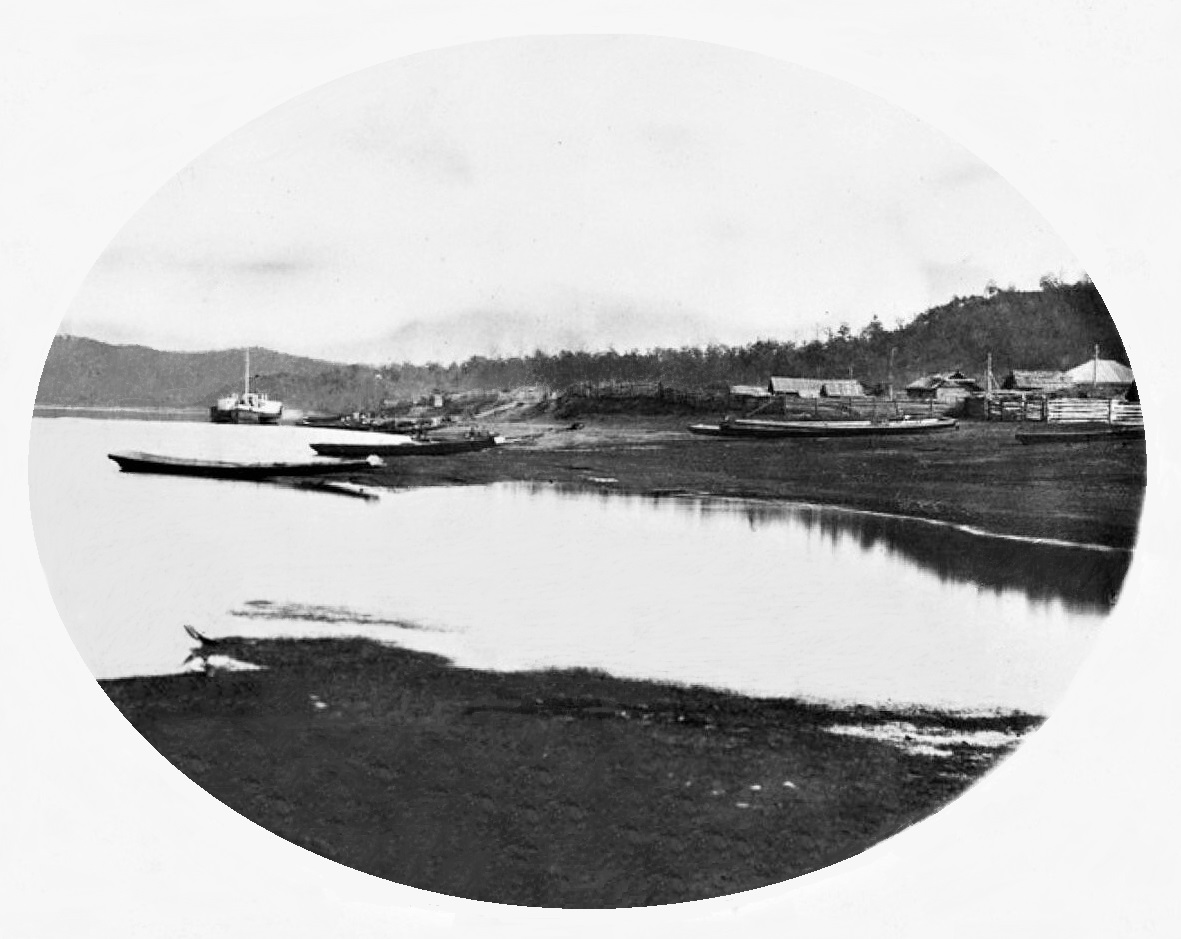
Венюково. 1870-е годы. Фотография В. В. Ланина

Село Венюково стоит на правом берегу реки Уссури. Село находится в пограничной зоне, въезд только по специальному разрешению.
Расстояние до административного центра района города Вяземский (на север от Авана по трассе «Уссури») около 16 км.

## История
Село образовано в 1859 году как казачий посёлок Венюковский. Названо в честь Михаила Ивановича Венюкова — учёного-географа, исследователя реки Уссури. Заселялось казаками-переселенцами, жителями Забайкалья. В 1870 году была открыта первая начальная школа в посёлке. Вторая школа была построена в 1909 году на сбережения М. И. Венюкова, которые он завещал на постройку. В посёлке была построена церковь.
Колёсные пароходы с баржами перевозили грузы и пассажиров до Хабаровска.
С 1883 по 1887 год разгружали рельсы и детали строения пути для строительства Уссурийской железной дороги.
В 1891 году венюковские казаки встречали Атамана всех казачьих Войск, цесаревича Николая Александровича, будущего российского императора. Путешествуя по Уссури до Хабаровска, цесаревич остановился в посёлке, посетил церковь и школу.

## Население

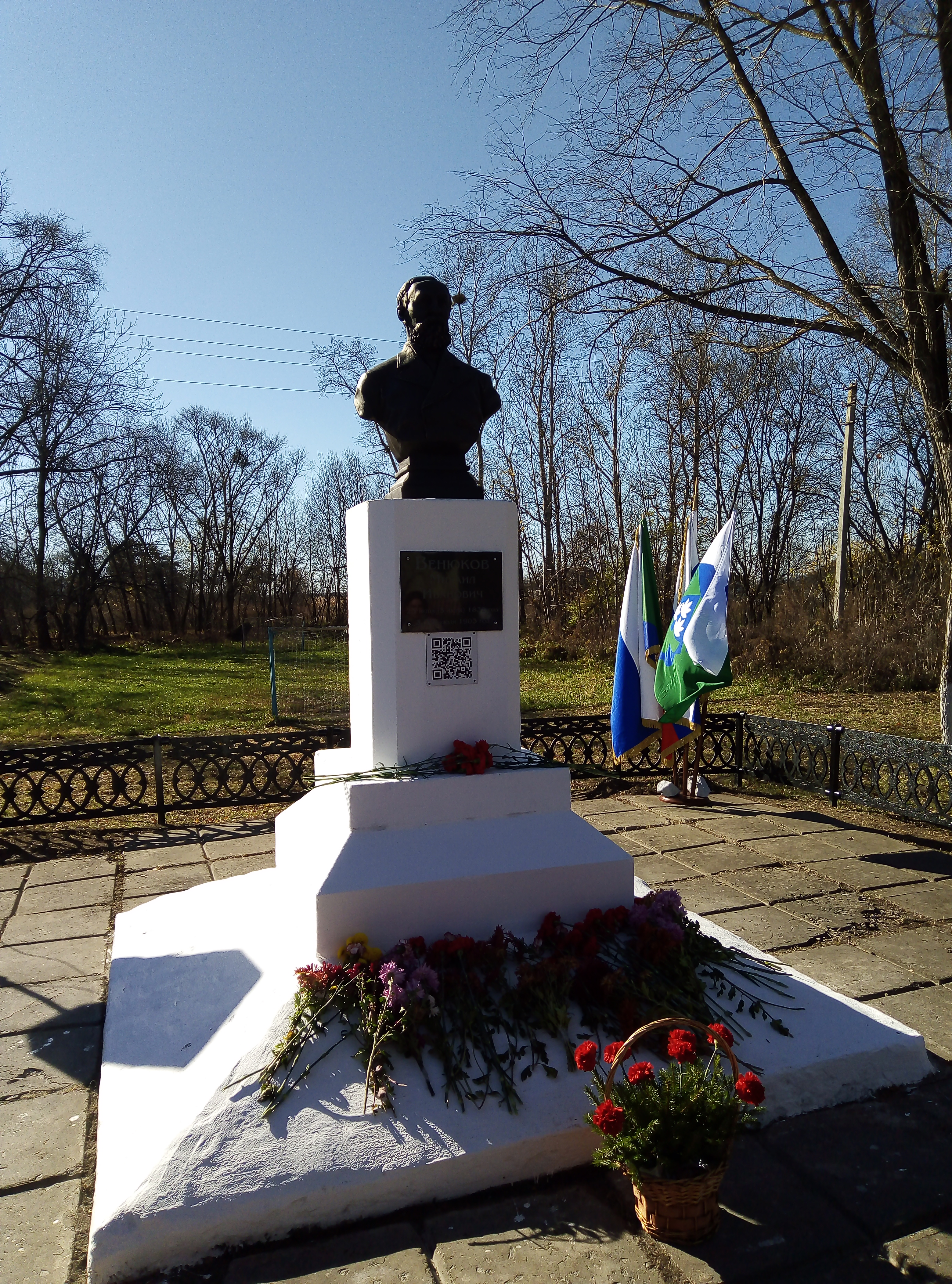
Бюст М. И. Венюкову

| 1926 | 1992 | 2002 | 2010 | 2011 | 2012 | 2013 |
| ---- | ---- | ---- | ---- | ---- | ---- | ---- |
| 603  | ↘448 | ↗454 | ↘353 | →353 | ↗354 | ↘340 |
| 2014 | 2015 | 2016 | 2017 | 2018 | 2019 | 2020 |
| ↗344 | ↘339 | ↘337 | ↘335 | ↘334 | ↘328 | ↘305 |
| 2021 |      |      |      |      |      |      |
| ↘234 |      |      |      |      |      |      |

## Инфраструктура
- Отделение почтовой связи
- Фельдшерско-акушерский пункт
- МБДОУ «Детский сад»

## Транспорт
Дорога к селу Венюково идёт на юго-запад от села Аван.